# Călinești-Oaș
Pour les articles homonymes, voir Călinești.
Călinești-Oaș (Kányaháza en hongrois) est une commune roumaine du județ de Satu Mare, dans la région historique de Transylvanie et dans la région de développement du Nord-ouest.

## Géographie
La commune de Călinești-Oaș est située dans le nord du județ, sur les rives des rivières Tur et Talna, sur la rive nord du lac de barrage de la rivière Tur, dans les contreforts des Monts Oaș, à 16 km à l'ouest de Negrești-Oaș et à 46 km au nord-est de Satu Mare, le chef-lieu du județ. Călinești-Oaș fait partie de la micro-région du pays Oaș constituée en 2006 autour de la ville de Negrești-Oaș.
La municipalité est composée des quatre villages suivants (population en 2002) :
- Călinești-Oaș (2 578), siège de la commune ;
- Coca (9656) ;
- Lechința (848) ;
- Pășunea Mare (310).

## Histoire
La première mention écrite du village de Călinești-Oaș date de 1490, sous le nom hongrois de Kalynahasa. Le village de Lechința aurait des origines plus anciennes. Par contre, Coca et Pășunea Mare sont beaucoup plus récents. Mais des fouilles entreprises entre 1964 et 1969 ont démontré que la commune était habitée à l'âge de la pierre ainsi qu'à l'âge du bronze.
La commune, qui appartenait au royaume de Hongrie, faisait partie de la principauté de Transylvanie et elle en a donc suivi l'histoire. Pendant le XVIe siècle, elle a été un fief de la famille Móric. C'est à cette époque qu'eurent lieu plusieurs révoltes des paysans roumains et que furent expulsées plusieurs familles du village vers les pays roumains (Valachie et Moldavie). La région a ensuite appartenu aux Báthory puis aux Károlyi.
Après le compromis de 1867 entre Autrichiens et Hongrois de l'empire d'Autriche, la principauté de Transylvanie disparaît et, en 1876, le royaume de Hongrie est partagé en comitats. Călinești-Oaș intègre le comitat de Szatmár (Szatmár vármegye).
À la fin de la Première Guerre mondiale, l'Empire austro-hongrois disparaît et la commune rejoint la Grande Roumanie au traité de Trianon.
En 1940, à la suite du deuxième arbitrage de Vienne, elle est annexée par la Hongrie jusqu'en 1944, période durant laquelle son importante communauté juive fut exterminée par les nazis. Elle réintègre la Roumanie après la Seconde Guerre mondiale au traité de Paris en 1947.
En 1970, à la suite d'inondations catastrophiques, la décision fut prise de construire un barrage sur la rivière Tur.

## Politique
Le Conseil Municipal de Călinești-Oaș compte 13 sièges de conseillers municipaux. À l'issue des élections municipales de juin 2008, Gheorghe Copil (PSD) a été élu maire de la commune.
| Parti                              | Nombre de conseillers |
| ---------------------------------- | --------------------- |
| Parti social-démocrate (PSD)       | 5                     |
| Parti démocrate-libéral (PD-L)     | 2                     |
| Parti de la Grande Roumanie (PRM)  | 2                     |
| Parti pour une Roumanie européenne | 2                     |
| Parti national libéral (PNL)       | 1                     |
| Parti écologiste roumain           | 1                     |

## Religions
En 2002, la composition religieuse de la commune était la suivante :
- Chrétiens orthodoxes, 86,51 % ;
- Grecs-Catholiques, 7,67 % ;
- Pentecôtistes, 4,70 %.

## Démographie
En 1910, à l'époque austro-hongroise, la commune comptait 2 238 Roumains (88,25 %), 204 Hongrois (8,04 %) et 75 Allemands (2,96 %),.
En 1930, on dénombrait 2 520 Roumains (90,61 %), 228 Juifs (8,20 %), 28 Hongrois (1,01 %) et 30 Tsiganes (1,08 %).
En 1956, après la Seconde Guerre mondiale, 3 746 Roumains (98,63 %) côtoyaient 34 Hongrois (0,90 %) et 10 Juifs (0,26 %).
En 2002, la commune comptait 4 640 Roumains (98,70 %), 53 Tsiganes (1,12 %) et 5 Hongrois (0,10 %). On comptait à cette date 3 267 ménages et 3 809 logements.
| 1880  | 1890  | 1900  | 1910  | 1920  | 1930  | 1941  | 1956  | 1966  |
| ----- | ----- | ----- | ----- | ----- | ----- | ----- | ----- | ----- |
| 2 034 | 2 137 | 2 339 | 2 536 | 2 520 | 2 781 | 3 141 | 3 798 | 4 329 |

| 1977  | 1992  | 2002  | 2007  | - | - | - | - | - |
| ----- | ----- | ----- | ----- | - | - | - | - | - |
| 4 274 | 4 748 | 4 701 | 4 807 | - | - | - | - | - |

## Économie
L'économie de la commune repose sur l'agriculture et l'élevage. Le lac de barrage de la rivière Tur, d'une superficie de 43 ha est un atout touristique important (pêche, baignade) pour la commune.

## Communications

### Routes
La route régionale DJ197 rejoint la nationale DN19 et permet de rejoindre Satu Mare aisément. La route régionale DJ109L rejoint quant à elle Negrești-Oaș.

## Lieux et monuments
- Musée d'ethnographie locale (Casa Țaraneasca Iacob Măcuț) installé dans une maison paysanne datant de 1727[9].
- Réserve naturelle de la rivière Tur (Rezervația Naturală Râul Tur).

L'église en bois du village de Lechința, datant du XVIIe siècle a été démontée et elle est installée maintenant au Musée en plein air du Pays Oaș de Negrești-Oaș.